# New Grove
New Grove är en ort i Mauritius.   Den ligger i distriktet Grand Port, i den sydvästra delen av landet, 30 km söder om huvudstaden Port Louis. New Grove ligger 241 meter över havet och antalet invånare är 9 935. Den ligger på ön Mauritius.
Terrängen runt New Grove är kuperad norrut, men söderut är den platt. Runt New Grove är det tätbefolkat, med 511 invånare per kvadratkilometer. Närmaste större samhälle är Curepipe, 14,2 km nordväst om New Grove. Omgivningarna runt New Grove är en mosaik av jordbruksmark och naturlig växtlighet.